# Ruine Aggstein
Ruine Aggstein är ett slott i Österrike.   Det ligger i distriktet Melk och förbundslandet Niederösterreich, i den nordöstra delen av landet, 70 km väster om huvudstaden Wien. Ruine Aggstein ligger 501 meter över havet.
Terrängen runt Ruine Aggstein är kuperad åt nordväst, men åt sydost är den platt. Terrängen runt Ruine Aggstein sluttar söderut. Närmaste större samhälle är Weinzierl bei Krems, 16,3 km nordost om Ruine Aggstein. 
I omgivningarna runt Ruine Aggstein växer i huvudsak blandskog. Runt Ruine Aggstein är det ganska tätbefolkat, med 78 invånare per kvadratkilometer.